# Dwight Grant
Dwight Lamont Grant (Brooklyn, 14 de setembro de 1984) é um lutador americano de artes marciais mistas, atualmente competindo no peso pena do Ultimate Fighting Championship.

## Carreira no MMA

### Dana White's Contention Series
Grant enfrentou Tyler Hill 19 de junho 2018 no Dana White's Contender Series 2. Ele venceu por nocaute técnico e ganhou um contrato com o UFC.

### Ultimate Fighting Championship
Dois meses após a vitória sobre Hill, Grant fez sua estreia no UFC Zak Ottow em 15 de dezembro de 2018 no UFC on Fox: Lee vs. Iaquinta II.  Ele perdeu por decisão dividida.
Grant enfrentou Carlo Pedersoli Jr. 23 de fevereiro de 2019 no UFC Fight Night: Blachowicz vs. Santos. Ele venceu por nocaute técnico no primeiro round.
Grant enfrentou Alan Jouban em 13 de abril de 2019 no UFC 236: Holloway vs. Poirier 2. Ele venceu por decisão dividida.

## Cartel no MMA
| Cartel no MMA   |             |            |
| 17 lutas        | 11 vitórias | 6 derrotas |
| Por nocaute     | 7           | 2          |
| Por finalização | 0           | 1          |
| Por decisão     | 4           | 3          |

| Res.    | Cartel | Oponente            | Método                      | Evento                                 | Data       | Round | Tempo | Local                   | Notas                    |
| ------- | ------ | ------------------- | --------------------------- | -------------------------------------- | ---------- | ----- | ----- | ----------------------- | ------------------------ |
| Derrota | 11–6   | Dustin Stoltzfus    | Decisão (unânime)           | UFC on ABC: Ortega vs. Rodríguez       | 16/07/2022 | 3     | 5:00  | Elmont, New York        |                          |
| Derrota | 11–5   | Sergey Khandozhko   | Nocaute técnico (socos)     | UFC Fight Night: Lemos vs. Andrade     | 23/04/2022 | 2     | 4:15  | Las Vegas, Nevada       | Luta da Noite.           |
| Derrota | 11-4   | Francisco Trinaldo  | Decisão (dividida)          | UFC Fight Night: Costa vs. Vettori     | 23/10/2021 | 3     | 5:00  | Enterprise, Nevada      |                          |
| Vitória | 11-3   | Stefan Sekulić      | Decisão (dividida)          | UFC 261: Usman vs. Masvidal 2          | 24/04/2021 | 3     | 5:00  | Jacksonville, Flórida   |                          |
| Derrota | 10-3   | Daniel Rodriguez    | Nocaute técnico (socos)     | UFC on ESPN: Munhoz vs. Edgar          | 22/08/2020 | 1     | 2:24  | Las Vegas, Nevada       |                          |
| Vitória | 10–2   | Alan Jouban         | Decisão (dividida)          | UFC 236: Holloway vs. Poirier 2        | 13/04/2019 | 3     | 5:00  | Atlanta, Geórgia        |                          |
| Vitória | 9–2    | Carlo Pedersoli Jr. | Nocaute técnico (socos)     | UFC Fight Night: Blachowicz vs. Santos | 23/02/2019 | 1     | 4:59  | Praga                   | Performance da Noite.    |
| Derrota | 8–2    | Zak Ottow           | Decisão (dividida)          | UFC on Fox: Lee vs. Iaquinta II        | 15/12/2018 | 3     | 5:00  | Milwaukee, Wisconsin    |                          |
| Vitória | 8–1    | Tyler Hill          | Nocaute (socos)             | Dana White's Contender Series 2        | 19/06/2018 | 2     | 2:08  | Las Vegas, Nevada       |                          |
| Vitória | 7–1    | Danasabe Mohammed   | Decisão (unânime)           | Bellator 165                           | 19/11/2016 | 3     | 5:00  | San José, California    |                          |
| Vitória | 6–1    | Jordan Williams     | Nocaute (socos)             | Conquer Fighting Championships 2       | 30/04/2016 | 1     | 2:47  | Richmond, California    |                          |
| Vitória | 5–1    | Adam Corrigan       | Decisão (unânime)           | Global Knockout 4                      | 29/08/2015 | 3     | 5:00  | Jackson, California     |                          |
| Vitória | 4–1    | Sergio Vasquez      | Nocaute técnico (socos)     | Global Knockout 2                      | 21/05/2015 | 3     | 5:00  | Jackson, California     |                          |
| Vitória | 3–1    | Eddie Saldana       | Nocaute técnico (joelhadas) | Reality Fighting: Mohegan Sun          | 25/02/2012 | 3     | 1:22  | Uncasville, Connecticut | Estreia nos Meio-Médios. |
| Vitória | 2–1    | Erik Purcell        | Nocaute técnico (socos)     | Reality Fighting: Gonzaga vs. Porter   | 28/10/2011 | 1     | 0:14  | Uncasville, Connecticut |                          |
| Derrota | 1–1    | Chase Owens         | Decisão (unânime)           | PA Cage Fight 8                        | 24/06/2011 | 3     | 5:00  | Scranton, Pennsylvania  |                          |
| Vitória | 1–0    | Jason Ward          | Nocaute (soco)              | Reality Fighting: Mohegan Sun          | 21/05/2011 | 1     | 3:29  | Uncasville, Connecticut | Estreia nos Médios.      |